# 하베이아
하베이아(Habayia)는 트라이아스기 후기 벨기에에서 살았던 키노돈트이며 화석은 벨기에 남부의 하베이에서 발견된 이빨로 알려져 있다. 이빨의 크기는 하베이아가 비교적 작았음을 알려준다. 하베이아는 높은 해수면으로 인해 서유럽이 섬이였던 시기에 살았는데 하베이아의 작은 크기는 섬 왜소화 때문인 것으로 추정된다.